# Lithocarpus caudatifolius
Lithocarpus caudatifolius là một loài thực vật có hoa trong họ Cử. Loài này được (Merr.) Rehder mô tả khoa học đầu tiên năm 1919.